# Marcel Aymé

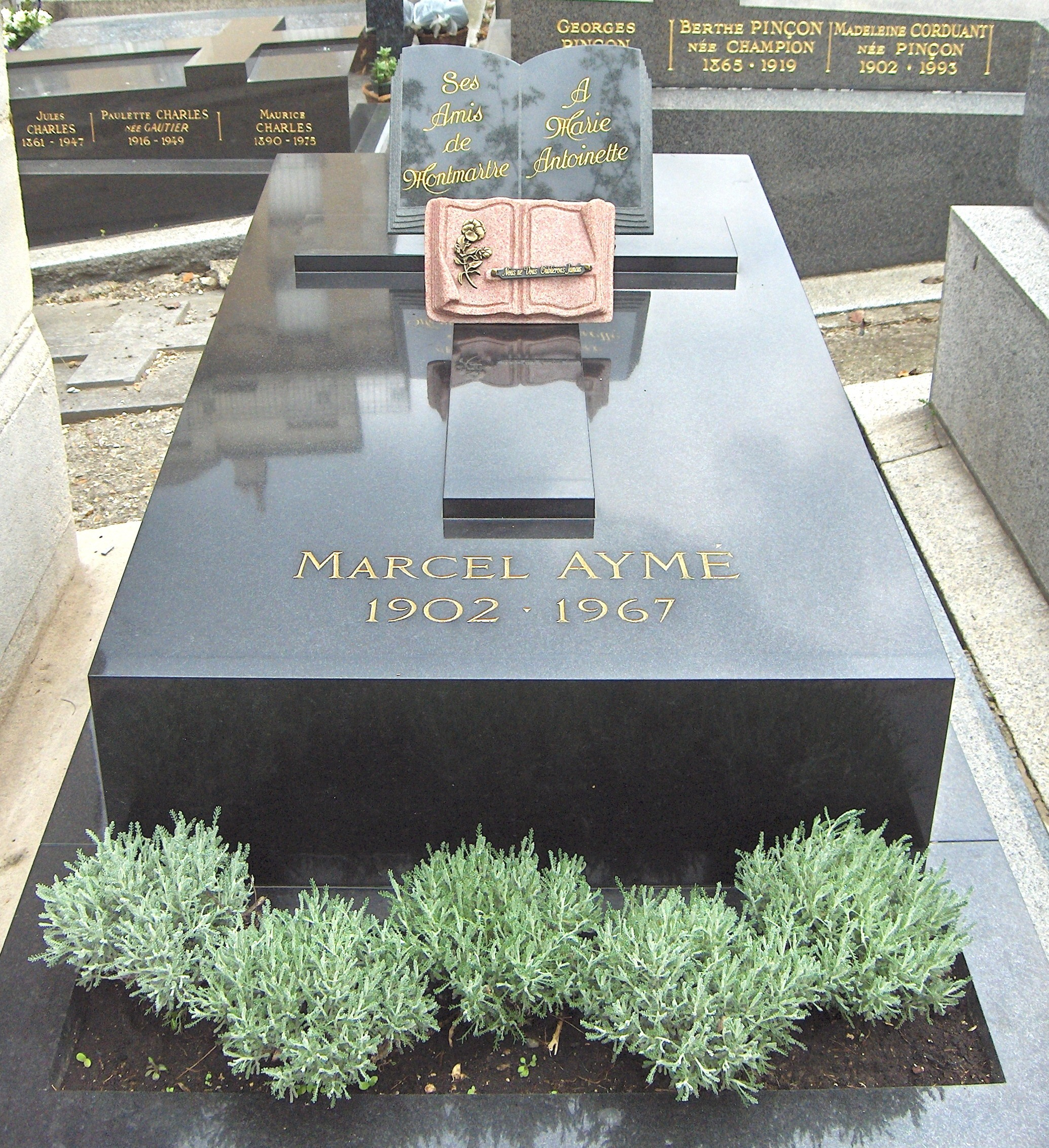
Hrob Marcela Aymého v Paříži (Cimetière Saint-Vincent)

Marcel Aymé [marsel emé] (29. březen 1902, Joigny – 14. říjen 1967, Paříž) byl francouzský spisovatel a dramatik.

## Dílo
Proslavil se zejména jako povídkář, ceněn je i jeho román Zelená kobyla. Jeho povídky jsou často humoristické, tak hlavní hrdina povídky Trpaslík náhle ve třiceti letech začne růst. Rád užíval i fantastických motivů: tak povídka Le Passe-muraille (Muž, který procházel zdí) jedná o ustrašeném úředníkovi, který je schopen procházet stěnou a vodit za nos policii. Tato povídka byla i zfilmována a vznikl dle ní muzikál Amour. Někdy fantaskno přechází až v absurdno, a to zejména v jeho divadelních hrách, které se tak někdy řadí k absurdnímu dramatu. Populární se staly rovněž jeho pohádky pro děti (Les Contes du Chat Perch). Zpočátku kritika Aymého nebrala vážně a jeho extravagantní texty byly považovány za druhořadé, uznán byl až časem.

### Próza
- Les Jumeaux du diable (1928)
- La Table aux crevés (1929)
- Brûlebois (1930)
- La Rue sans nom (1930); česky: Ulice beze jména. Praha: Topič 1935
- Le Vaurien (1931)
- Le Puits aux images (1932)
- La Jument verte (1933); česky: Zelená kobyla. Praha: Petrklíč 1995
- Maison basse (1934); česky: Rodinný domek. Praha: Vilímek 1937
- Le Nain (1934)
- Le Moulin de la Sourdine (1936); česky: Mlýn na podzemní řece. Praha:Borový 1937
- Derrière chez Martin (1936)
- Silhouette du scandale (1938)
- Gustalin (1938)
- Le Bœuf clandestin (1939)
- La Belle image (1941)
- La Vouivre (1941)
- Travelingue (1941)
- Le Chemin des écoliers (1946); česky: Cesty školáků, MF 1994
- Le Vin de Paris (1947)
- Uranus (1948)
- Les Bottes de sept lieues (1950)
- En arrière (1950)
- Les Contes du chat perché (1934-1946); česky: Pohádky kocoura Moura. Praha: Albatros 1987
- Les Tiroirs de l'inconnu (1967)
- Enjambées (1967)
- La fille du shérif (1987)

### Divadelní hry
- Lucienne et le boucher (1948)
- Clérambard (1950)
- Vogue la galère (1951),
- La Tête des autres (1952)
- Les Quatre Vérités (1954)
- Les Sorcières de Salem (1954)
- Les Oiseaux de lune (1955)
- La Mouche bleue (1957)
- Vu du pont (1957)
- Louisiane (1961)
- Les Maxibules (1961)
- La Consommation (1963)
- Le Placard (1963)
- La Nuit de l'iguane (1965)
- La Convention Belzébir (1966)
- Le Minotaure (1967)